# Promeces puncticollis
Promeces puncticollis là một loài bọ cánh cứng trong họ Cerambycidae.